# Maison, 5 rue Le Taillandier (Lannion)
La maison, 5 rue Le Taillandier est située à Lannion en France.

## Localisation
La maison est située sur le territoire de la commune de Lannion, 5 rue Emile-Letaillandier, dans le département  des Côtes-d'Armor, dans la région Bretagne.

## Description
Maison constituée d'un rez-de-chaussée en granit et de trois étages en encorbellement. La façade est ornée de sablières, consoles et poteaux sculptés ou moulurés. Les pans de bois sont revêtus d'ardoises souvent taillées pour former frises et panneaux. Les baies ont conservé leurs anciennes menuiseries.

## Historique
La maison est classée partiellement (façade et toiture) au titre des monuments historiques par arrêté du 29 septembre 1948.

## Galerie

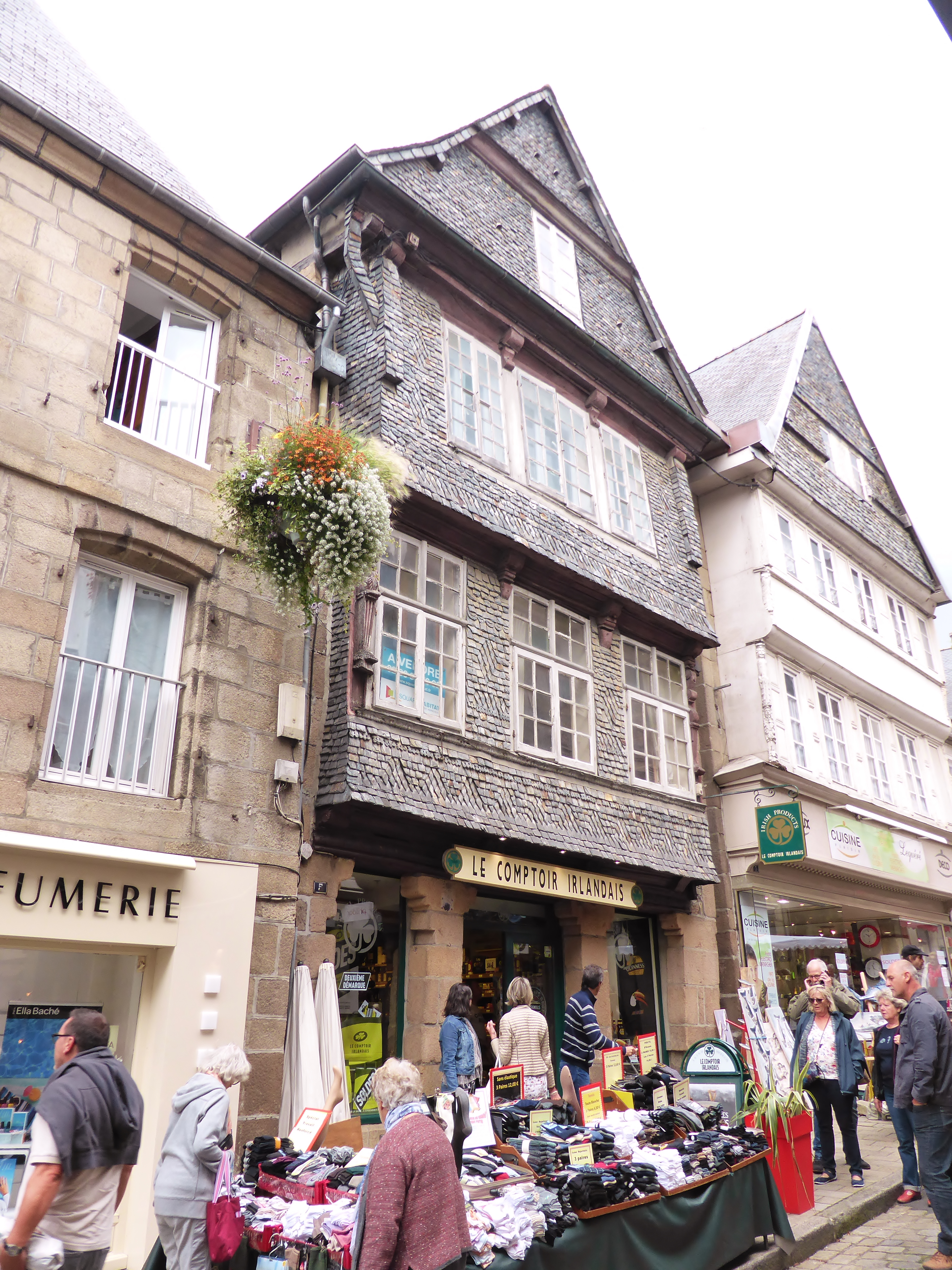
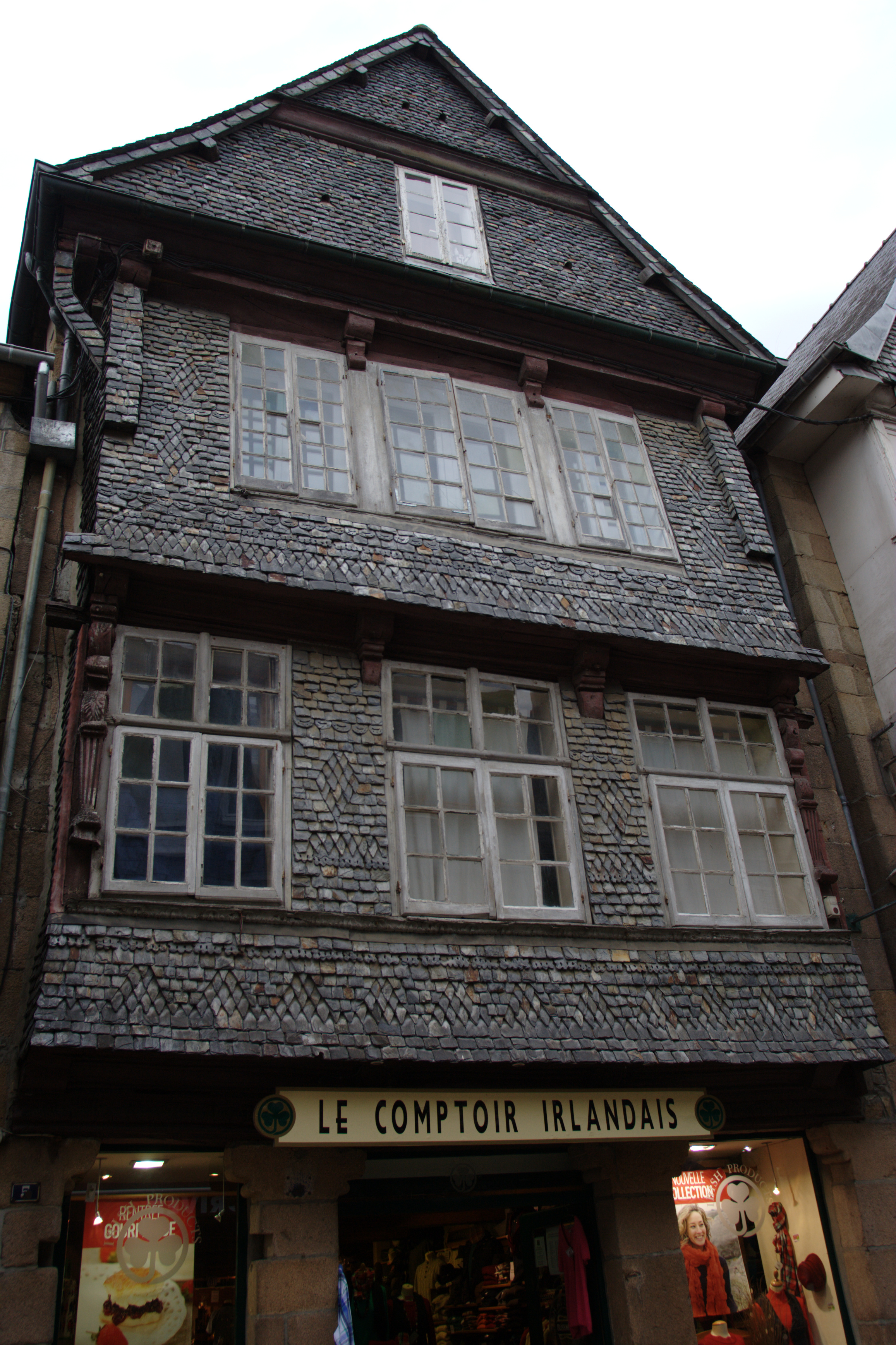
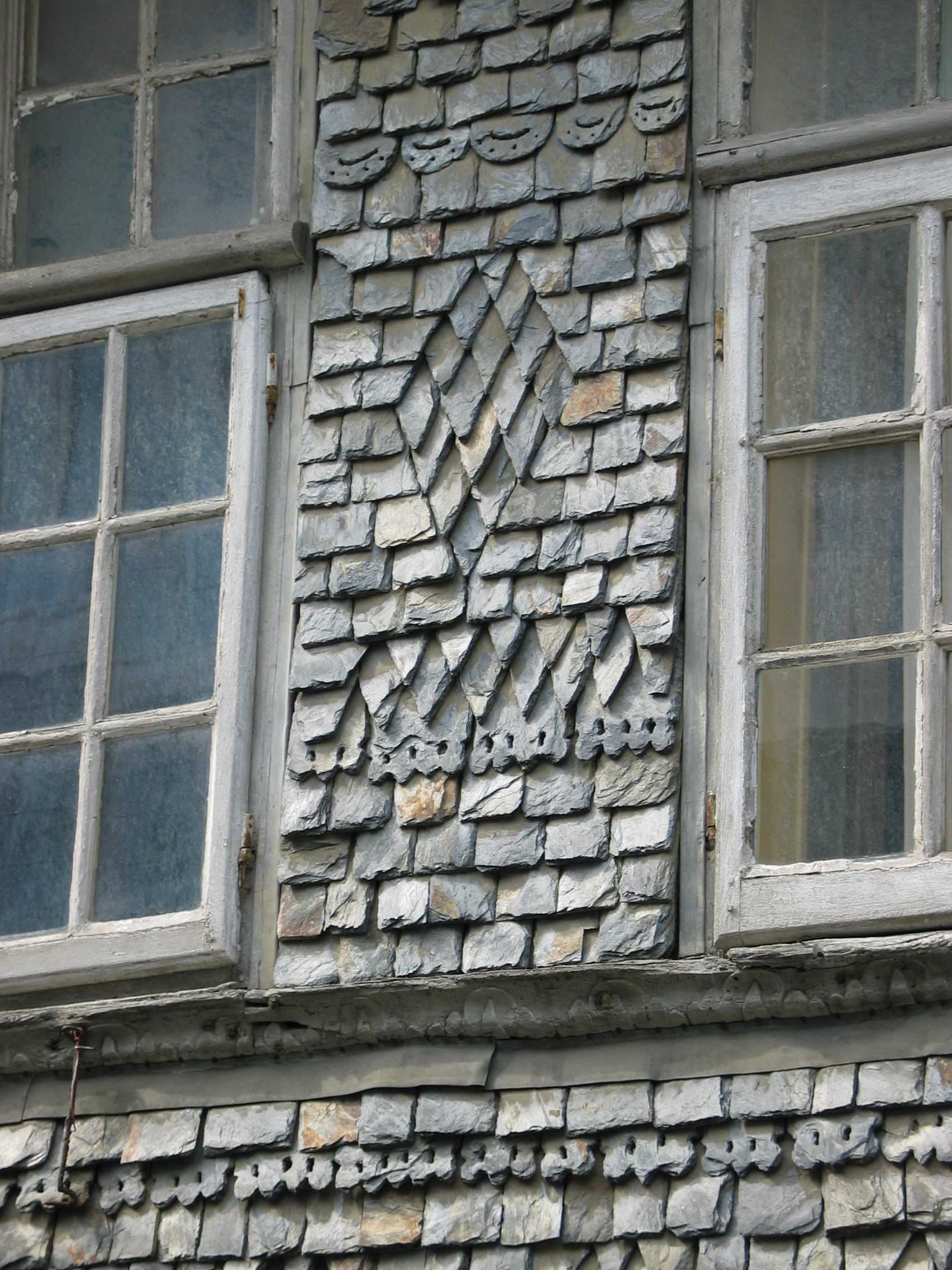